# Кинг, Александр
Александр Кинг (англ. Alexander King; 26 января 1909 — 28 февраля 2007) — британский химик.

## Биография

### Образование
- Хайгейтская школа.
- Королевский научный колледж.
- Мюнхенский университет.

### Место работы
- Имперский колледж Лондона.

### Достижения
Вместе с итальянским промышленником Аурелио Печчеи в 1968 году основал Римский клуб.
Римский клуб стал одним из первых институтов, выразивших озабоченность по поводу воздействия на окружающую среду беспрецедентного экономического роста в XX веке. Печчеи и Кинг были одинокими пророками во времена подавляющего оптимизма, которые много сделали для того, чтобы выдвинуть экологические проблемы на политическую повестку дня.
На момент основания Клуба Кинг был генеральным директором по научным вопросам парижской Организации экономического сотрудничества и развития (ОЭСР).

#### Награды
- Командор ордена Британской империи.
- Кавалер ордена Святых Михаила и Георгия.
- Лауреат премии Эразма.